# Alexander Emanuel Agassiz
Alexander Emmanuel Rodolphe Agassiz (17 de dezembro de 1835 — 27 de março de 1910) foi um engenheiro estadunidense, presidente da Academia Nacional de Ciências dos Estados Unidos.

## Vida
Filho de Louis Agassiz, nasceu em Neuchâtel, Suíça, e emigrou para os Estados Unidos com seu pai, em 1849. Graduou-se na Universidade de Harvard em 1855, subsequentemente estudou engenharia e química, e graduou-se bacharel em ciência na Escola de Ciências Lourenço da mesma instituição, em 1857, e em 1859 tornou-se assistente no United States Coast Survey.
Tornou-se então um especialista em ictiologia marinha, mas dedicou-se muito tempo à investigação, supervisão e exploração de minas. E. J. Hulbert, um amigo do cunhado de Agassiz, Quincy Adams Shaw, tinha descoberto um veio rico em cobre conhecido como o conglomerado de Calumet na Península de Keweenaw, junto ao Lago Superior no Michigan. Ele os persuadiu, junto com um grupo de amigos, a comprar uma porcentagem do controle das minas, que mais tarde foram conhecidas como Companhia de Mineração Calumet & Hecla em Calumet, Michigan. Até o verão de 1866, Agassiz trabalhou como assistente no museu de História Natural que o pai dele fundou em Harvard. Naquele verão ele fez uma viagem para visitar as minas e mais tarde tornou-se chefe do empreendimento.
Em 1875 inspecionou o Lago Titicaca, no Peru, examinou as minas de cobre do Peru e do Chile, e fez uma coleção de antiguidades peruanas para o Museu de Zoologia Comparativa do qual era o curador, de 1874 a 1885. Ajudou Charles Wyville Thomson no exame e classificação das coleções da expedição exploratória Challenger, e escreveu a Revisão de Echini (2 volumes, 1872–1874) nos relatórios.
Entre 1877 e 1880 fez parte de três expedições de "escavação" no mar, a bordo do navio a vapor Blake do Coast Survey, e apresentou uma obra completa delas em dois volumes (1888).
Dos outros seus trabalhos em zoologia marinha, a maioria está nos boletins e memórias do Museu de Zoologia Comparativa; publicou em 1865 (com Elizabeth Cary Agassiz, sua madrasta) Estudos Litorâneos em História Natural, um trabalho minucioso e estimulante, e em 1871 Animais Marinhos da Baía de Massachusetts.

## Publicações
- On the embryology of echinoderms. In: Mem. Ann. Acad. Arts and Sci. Vol.9, 1864 doi:10.5962/bhl.title.11350
- com E. C. Agassiz: Seaside Studies in Natural History., Boston J.R. Osgood & Co., 1865
- North American Acephalae. Cambridge 1865 doi:10.5962/bhl.title.40081 doi:10.5962/bhl.title.1837 doi:10.5962/bhl.title.11629
- Embryology of the starfish. Boston 1865 doi:10.5962/bhl.title.62277
- Seaside studies in natural history. Boston 1865 doi:10.5962/bhl.title.18084 doi:10.5962/bhl.title.1802
- Seaside studies in natural history. Boston 1871 doi:10.5962/bhl.title.55568 doi:10.5962/bhl.title.11143
- Revision of the Echini. Cambridge 1872 - 1874 doi:10.5962/bhl.title.40080
- North American starfishes. Cambridge 1877 doi:10.5962/bhl.title.15789
- On the young stages of some osseous fishes. 1877 - 1882 doi:10.5962/bhl.title.52001
- Selections from embryological monographs. Cambridge 1882 - 1884 doi:10.5962/bhl.title.15858
- The Porpitidæ and Velellidæ. Cambridge 1883 doi:10.5962/bhl.title.15857
- Report on the Echini. Cambridge 1883 doi:10.5962/bhl.title.15905
- Selections from embryological monographs: Crustacea. Band 3: Acalephs and polyps, Cambridge, 1884.
- The development of osseous fishes. Cambridge 1885 - 1915 doi:10.5962/bhl.title.49093 doi:10.5962/bhl.title.13160
- A contribution to American thalassography : Three cruises of the United States Coast and geodetic survey steamer "Blake", in the gulf of Mexico, in the Caribbean sea, and along the Atlantic coast of the United States, from 1877 to 1880. Boston 1888 doi:10.5962/bhl.title.2049 doi:10.5962/bhl.title.29828 doi:10.5962/bhl.title.21866 doi:10.5962/bhl.title.26524
- Calamocrinus diomedæ : a new stalked crinoid, with notes on the apical system and the homologies of echinoderms. Cambridge 1892 doi:10.5962/bhl.title.16301
- Medusæ. Cambridge 1902 doi:10.5962/bhl.title.41325
- Preliminary report and list of stations. Cambridge 1902 doi:10.5962/bhl.title.48599
- The coral reefs of the Maldives. Cambridge 1903 doi:10.5962/bhl.title.41520
- The coral reefs of the tropical Pacific. Cambridge 1903 doi:10.5962/bhl.title.41332 doi:10.5962/bhl.title.46252
- The Panamic deep sea Echini. Cambridge 1904 doi:10.5962/bhl.title.41526
- General report of the expedition. Cambridge 1906 doi:10.5962/bhl.title.41527
- Hawaiian and other Pacific Echini. Cambridge 1907 - 1917 doi:10.5962/bhl.title.42203
- Echini. The genus Colobocentrotus. Cambridge 1908 doi:10.5962/bhl.title.48983
- The shore fishes. Cambridge 1911 doi:10.5962/bhl.title.39787